# Nova Fátima (Paraná)
Nova Fátima ist ein brasilianisches Munizip im Norden des Bundesstaats Paraná. Es hat 7.225 Einwohner (2022), die sich Fatimenser nennen. Seine Fläche beträgt 283 km². Es liegt 669 Meter über dem Meeresspiegel.

## Etymologie
Zu Beginn der Besiedlung in den 1930er Jahren wurde der Ort als Divisora (deutsch: Trennlinie) bezeichnet, denn hier trafen drei Fazenden aufeinander. 
Ab 1944 wurde er Patrimônio da Luz nach dem Spitznamen António da Luz genannt, den der Besitzer als Verehrer der Nossa Senhora da Luz (Unsere Liebe Frau vom Licht) trug. 
Bei der Erhebung zum Distrikt 1947 hatte der Ort den Namen Tulhas. 
Erst bei der Erhebung zum Munizip 1951 erhielt er den heutigen Namen Nova Fátima. Der Bischof von Jacarezinho, Geraldo de Proença Sigaud, empfand eine gewisse Ähnlichkeit zwischen der Landschaft von Nova Fátima und der von Fátima in Portugal. Er schlug deshalb den Namen Neu-Fátima vor und setzte ihn gegen den Widerstand der Pioniere durch. Diese verehrten Unsere Liebe Frau vom Licht und waren nicht davon zu überzeugen, dass sie sich jetzt von dieser abwenden und auf Unsere Liebe Frau in Fátima umschwenken sollten.

## Geschichte

### Besiedlung
In den 1930er Jahren wurde an der Straße, die Cornélio Procópio mit Congonhinhas verband, von Pedro Marçal Ribeiro, Sebastião Nicolau Fróes, João Canedo, Martiniano de Campos, Rosa Adriano Consolim, João Batista Fróes und José Fernandes Fróes eine Siedlung angelegt. Im Jahr 1940 gründete Antônio José Fogaça (genannt Antônio da Luz) das erste Handelshaus. Er kaufte ein Grundstück von 10 Alqueires (24 ha) und teilte es in Baugrundstücke auf. 
Über die Abholzung in der frühen Entstehungsgeschichte der Gemeinde ist wenig überliefert. Der Anbau von Kaffee wurde schnell zur Haupteinnahmequelle. Er zog viele Einwanderer an, vor allem Japaner, aber auch aus Italien, Spanien, Deutschland und arabischen Ländern. Ebenso kamen Binnenmigranten aus dem Nordosten, aus São Paulo und Minas Gerais. 
Zusätzlich zum Kaffeeanbau wurde eine umfangreiche Schweinezucht betrieben. Noch in den 1940er Jahren wurden die Tiere zum Verkauf nach Santo Antônio da Platina gebracht. Als Subsistenzprodukte wurden Mais, Reis und Bohnen angebaut.
Der 1942 begonnene Bau einer Kirche 1944 fertiggestellt. Die Kapelle wurde Nossa Senhora da Luz (Unsere Liebe Frau vom Licht), der Schutzpatronin des Ortes, geweiht. 

### Ureinwohner
Es gibt keine schriftlichen Aufzeichnungen über die Anwesenheit indigener Gruppen zu Beginn der Besiedlung. Ältere Einwohner und Pioniere berichteten aber von der Existenz indigener Stämme zur Zeit der Kolonisierung. Und es gibt viele namentlich bekannte Einwohner, die von Indianern abstammen. 

### Niedergang von Kaffee- und Baumwollanbau
Mit Beginn der Kaffeekrise in den 1960er Jahren kam es zum Anbau von Baumwolle. Der wirtschaftliche Aufschwung von Nova Fátima fällt in die Zeit des Wohlstands, den Kaffee und Baumwolle zwischen den 1950er und 1970er Jahren brachten. Die Baumwolle begann, sich mit dem Kaffee den Status des wichtigsten landwirtschaftlichen Wirtschaftszweigs zu teilen.
In den 1970er Jahren litt die Gemeinde mit dem Niedergang des Kaffeeanbaus und dem Beginn der Baumwollkrise in den 1990er Jahren unter Landflucht und Abwanderung in größere Städte.

### Diversifizierung
Ab den 1970er Jahren kam es zur Diversifizierung der Landwirtschaft mit dem Anbau von Soja, Mais und Weizen. Diese Kulturen dominieren heute die Landwirtschaft. Der Obstanbau nimmt durch Avocado, Ananas, Orangen und Trauben stark zu. Auch die Rinder- und Geflügelzucht ist erwähnenswert.

### Erhebung zum Munizip
Der Distrikt Tulhas wurde durch das Staatsgesetz Nr. 790 vom 14. November 1951 aus Congonhinhas ausgegliedert und unter dem Namen Nova Fátima in den Rang eines Munizips erhoben. Die Gemeinde wurde am 14. Dezember 1952 als Munizip installiert.

## Geografie

### Fläche und Lage

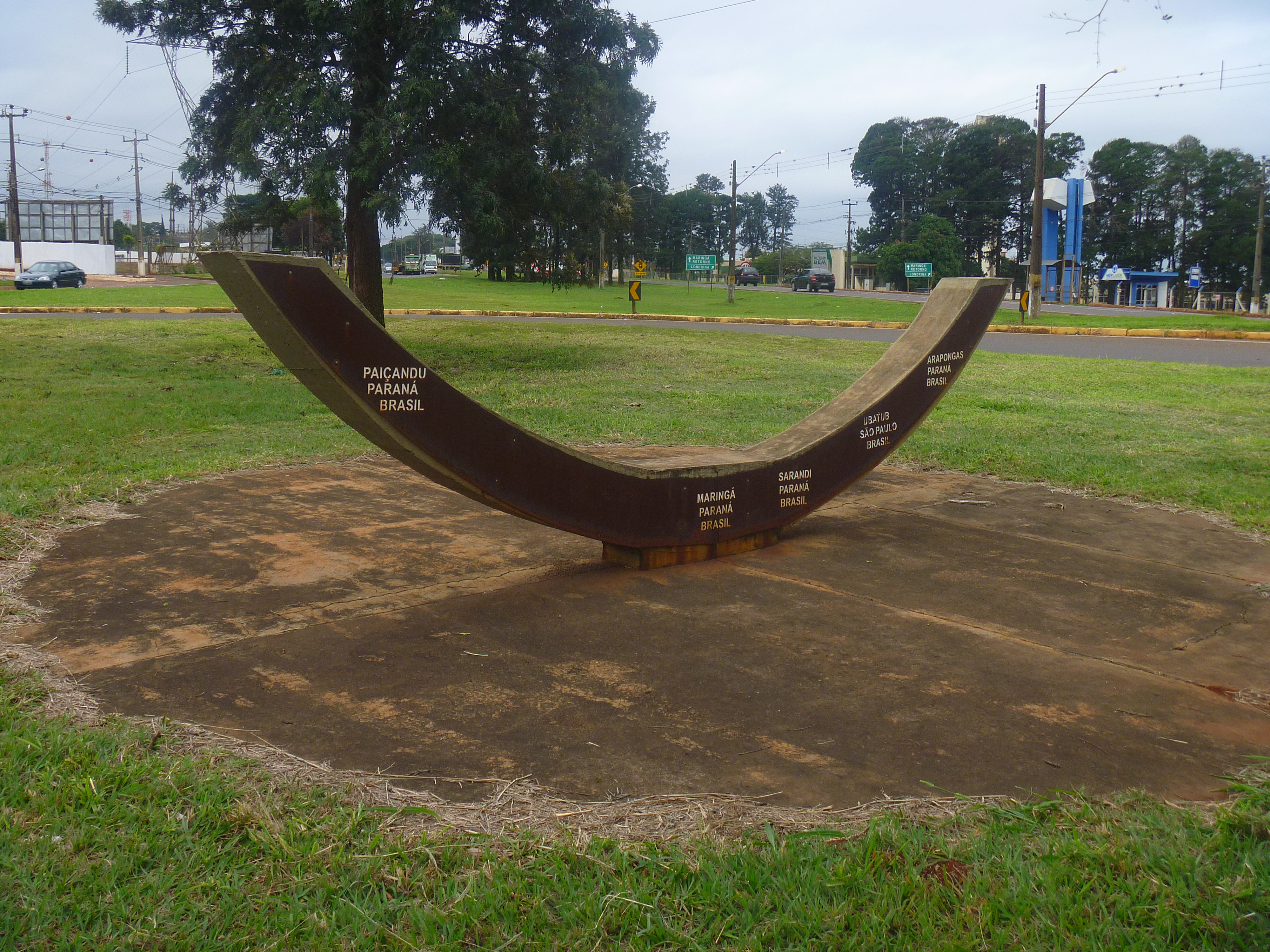
Markierung des Wendekreises des Steinbocks

Nova Fátima liegt auf dem Terceiro Planalto Paranaense (der Dritten oder Guarapuava-Hochebene von Paraná). Durch das Munizip verläuft der südliche Wendekreis, der Wendekreis des Steinbocks. Seine Fläche beträgt 283 km². Es liegt auf einer Höhe von 669 Metern.

### Vegetation
Das Biom von Nova Fátima ist Mata Atlântica.

### Klima
Das Klima ist mild sowie allgemein warm und gemäßigt.  Es werden hohe Niederschlagsmengen verzeichnet (1644 mm pro Jahr). Die Klimaklassifikation nach Köppen und Geiger lautet Cfa. Im Jahresdurchschnitt liegt die Temperatur bei 21,0 °C.

### Gewässer
Nova Fátima liegt zu zwei Dritteln im Einzugsgebiet des Rio das Cinzas und zu einem Drittel in dem des Rio Tibají. Der rechte Tibají-Nebenfluss Rio Congonhas bildet die westliche Grenze des Munizips. Die östliche Grenze wird vom Rio Laranjinhas markiert, der als linker Nebenfluss zum Cinzas fließt.

### Straßen
Nova Fátima ist über PR-160 mit Cornélio Procópio im Norden und Congonhinhas im Süden verbunden.

### Nachbarmunizipien
| Nova América da Colina    | Cornélio Procópio                           |                    |
| São Sebastião da Amoreira | Kompassrose, die auf Nachbargemeinden zeigt | Ribeirão do Pinhal |
| Santo Antônio do Paraíso  | Congonhinhas                                |                    |

## Stadtverwaltung
Bürgermeister: Roberto Carlos Messias, PSD (2021–2024)
Vizebürgermeister: Luiz Celestino de Paula, PTB (2021–2024)

## Demografie

### Bevölkerungsentwicklung
| Jahr | Einwohner | Stadt | Land |
| ---- | --------- | ----- | ---- |
| 1960 | 12.829    | 19 %  | 81 % |
| 1970 | 12.503    | 29 %  | 71 % |
| 1980 | 8.200     | 58 %  | 42 % |
| 1991 | 8.385     | 71 %  | 29 % |
| 2000 | 8.305     | 79 %  | 21 % |
| 2010 | 8.147     | 81 %  | 19 % |
| 2022 | 7.225     |       |      |

Quelle: IBGE, bis 2010: Volkszählungen und Volkszählung 2022

### Ethnische Zusammensetzung
| Gruppe * | 1991    | 2000    | 2010    | wer sich als …                                                                   |
| --- | ------- | ------- | ------- | -------------------------------------------------------------------------------- |
| Weiße | 80,0 %  | 58,1 %  | 60,3 %  | weiß bezeichnet                                                                  |
| Schwarze | 4,8 %   | 3,0 %   | 4,0 %   | schwarz bezeichnet                                                               |
| Gelbe | 1,7 %   | 2,0 %   | 1,5 %   | von fernöstlicher Herkunft wie japanisch, chinesisch, koreanisch etc. bezeichnet |
| Braune | 13,4 %  | 36,7 %  | 34,2 %  | braun oder als Mischung aus mehreren Gruppen bezeichnet                          |
| Indigene | 0,1 %   | 0,1 %   | 0,0 %   | Ureinwohner oder Indio bezeichnet                                                |
| ohne Angabe | 0,0 %   | 0,1 %   | 0,0 %   |                                                                                  |
| Gesamt | 100,0 % | 100,0 % | 100,0 % |                                                                                  |
| *) Das IBGE verwendet für Volkszählungen ausschließlich diese fünf Gruppen. Es verzichtet bewusst auf Erläuterungen. Die Zugehörigkeit wird vom Einwohner selbst festgelegt. |         |         |         |                                                                                  |

Quelle: IBGE (Stand: 1991, 2000 und 2010)